# مایک بیکل (بازیکن فوتبال)
مایک بیکل (به انگلیسی: Mike Bickle؛ ۲۵ ژانویهٔ ۱۹۴۴ – ۲۲ نوامبر ۲۰۲۳) یک بازیکن فوتبال اهل بریتانیا بود.
از جمله باشگاه‌هایی که وی در آن‌ها، بازی کرده‌است، می‌توان به باشگاه فوتبال سنت اوستل، باشگاه فوتبال گیلینگام و باشگاه فوتبال پلیموث آرگیل اشاره کرد.

## درگذشت
بیکل در ۲۲ نوامبر ۲۰۲۳، در سن ۷۹ سالگی درگذشت.